# カルメン (映画)
『カルメン』（Carmen）は、1909年（明治42年）以降に数多く製作された世界各国の映画である。
メリメの小説およびビゼーのオペラを題材とした映画は数多く製作されているが、記録に見るもっとも初期の作品は1909年のイタリア映画『カルメン』のようである。ドラマチックなオペラの脚色が好まれる傾向にあるが、メリメの原作を現代ふうにアレンジした作品も多い。1990年代以降には、LD、DVDなどでオペラの記録映画が発売されることも多くなった。

## 主なカルメン映画

### カルメン (1915年 - アメリカ、デミル)
監督：セシル・B・デミル
パラマウント社がメトロポリタン・オペラのプリマ、ジェラルディン・ファーラーを招いて撮った大作。ウォーレス・リード共演。サイレント映画だが、ボストンのシンフォニー・ホールでオーケストラ伴奏付きで上映され、ヒューゴー・リーゼンフェルドのスコアは映画音楽の先駆けといわれている。ファーラーは大物舞台人としては初めて映画に出演した人物だという。また、デミルの指導でリアリズム演技に目覚めたファーラーは、後に舞台で共演したエンリコ・カルーソーを本気で殴ってしまい一悶着あったとか。

### カルメン (1915年 - アメリカ、ウォルシュ)
監督：ラオール・ウォルシュ
フォックス社が売り出し中のヴァンプ女優、セダ・バラを主演に据えてデミルの大作に対抗した作品。

### 珍カルメン (1915年 - アメリカ)
監督：チャールズ・チャップリン
話題の競作にチャップリンがぶつけたパロディ版カルメン。カルメン役はエドナ・パーヴァイアンス。この作品の公開を待たずにチャップリンはエッサネイ社を退社したため、同社ではベン・ターピンのパートを追加撮影して再編集した版を公開した。（原題：The Burlesque of Carmen）

### カルメン (1918年 - ドイツ)
監督：エルンスト・ルビッチ
ウーファ社製作、ポーラ・ネグリ主演のカルメン。

### カルメン (1926年 - フランス)
監督：ジャック・フェデー
アルバトロス社製作、ラケル・メレ主演のカルメン。

### カルメン (1927年 - アメリカ)
監督：ラオール・ウォルシュ
フォックス社製作、ドロレス・デル・リオ主演のカルメン。（原題：The Loves of Carmen）

### カルメン (1932年 - イギリス)
監督：セシル・ルイス
ブリティッシュ・インターナショナル製作、英国での最初期のトーキー映画のひとつ。カルメンはマルグリット・ナマラ。マルコム・サージェントが編曲・指揮を担当した。

### 西班牙の夜 (1938 - ドイツ)
監督：ヘルベルト・マイシュ
メリメの原作をナチス流解釈で映画化した作品らしい。カルメンはスペインの人気歌手インペリオ・アルヘンティーナ。（原題：Andalusische Nächte）

### カルメン (1945年 - フランス＝イタリア)
監督：クリスチャン＝ジャック
スペインロケで製作された、ヴィヴィアーヌ・ロマンス主演のカルメン。

### カルメン (1948年 - アメリカ)
監督：チャールズ・ヴィダー
メリメの小説に基づいた映画化。マリオ・カステルヌオーヴォ＝テデスコが音楽を担当し、ビゼーの楽曲は使われていない。リタ・ヘイワースは映画史上15人目のカルメンと紹介された。（原題：The Loves of Carmen）

### カルメン (1954年 - アメリカ)
監督：オットー・プレミンジャー
ビゼーのオペラを、オール・ブラック・キャストでミュージカル化した舞台作品の映画化。話の舞台を現代のシカゴに移し、オスカー・ハマースタイン2世が英語詞をつけた。主演はポピュラー歌手のドロシー・ダンドリッジとハリー・ベラフォンテ、歌はクラシック歌手のマリリン・ホーンとルヴァーン・ハッチャーソンが吹き替えている。（原題：Carmen Jones）

### カルメン・ベビー (1967年 - 西ドイツ)
監督：ラドリー・メツガー
メリメの原作を現代劇化したエロティックドラマ。カルメン役はユッタ・レフカ。（原題：Carmen, Baby）

### 裏切りの荒野 (1967年 - イタリア)
監督：ルイジ・バッツォーニ
メリメの原作を19世紀初末のスペインに移し変え、マカロニ西部劇風味を加味した脚色を施した作品。カルメン役はティナ・オーモン。フランコ・ネロとクラウス・キンスキーが共演。（原題：L'Uomo, l'orgoglio, la Vendetta）

### カルメン (1967年 - スイス＝オーストリア)
監督：ヘルベルト・フォン・カラヤン

本格的なオペラの記録映画としては最初の作品。出演：グレイス・バンブリー（カルメン）、ジョン・ヴィッカーズ（ドン・ホセ）、ミレッラ・フレーニ（ミカエラ）、フスティノ・ディアス（エスカミリオ）、演奏：カラヤン指揮ウィーン・フィルハーモニー管弦楽団。

### カルメンという名の女 (1983 - フランス)
監督：ジャン＝リュック・ゴダール
メリメの原作を現代物にアレンジしたゴダール流のカルメン。カルメン役はマルーシュカ・デートメルス。（原題：Prenom Carmen）

### カルメン (1983年 - スペイン)
監督：カルロス・サウラ
フラメンコ・バレエの第一人者アントニオ・ガデスがサウラとともに作り上げた現代版カルメン。「メリメの小説およびビゼーのオペラに想を得た」とクレジットされている。カルメン役のラウラ・デル・ソルは舞台出身のスペイン舞踏家。

### カルメン (1984年 - フランス＝イタリア)
監督： フランチェスコ・ロージ
ビゼーのオペラをオールロケで映画化した作品。カルメンにジュリア・ミゲネス・ジョンソン、ドン・ホセにプラシド・ドミンゴ。

### カルメン (1987年 - アメリカ)
監督：ブライアン・ラージ
オペラの記録映画。出演：アグネス・バルツァ（カルメン）、ホセ・カレーラス（ドン・ホセ）、レオーナ・ミッチェル（ミカエラ）、サミュエル・レイミー（エスカミリオ）、演奏：ジェイムズ・レヴァイン指揮メトロポリタン歌劇場管弦楽団。